# Звёздный десант: Вторжение
«Звёздный десант: Вторжение» (яп. スターシップ・トゥルーパーズ インベイジョン) — CG-полнометражный компьютерный аниме фильм режиссёра Синдзи Арамаки. Премьера состоялась 21 июля 2012 года. Картина является продолжением фильма Пола Верховена «Звёздный десант» и снята по мотивам книги Роберта Хайнлайна «Звёздный десант». Эдвард Ноймайер и Каспер Ван Дин стали исполнительными продюсерами.

## Сюжет
Фильм начинается с монолога десантника (позже становится понятно, что это Джон Рико) о том, как он каждый раз побаивается десантирования, но говорит, что это не страх - "жеребец на старте гонки не боится - он готов бежать". Эта сцена является отсылкой к классическому роману Роберта Хайнлайна.
Затем действие переносится на 48 часов назад. Отряду десантников (Команда "А-01") под командованием лейтенанта Доггерти приказано высадиться на отдаленную станцию на астероиде - "Форт Кейси". Отряд должен прикрыть эвакуацию научной лаборатории, спасти выживших и улететь на корабле "Джон Уорден". Солдаты проникают внутрь форта, устанавливают взрывчатку и спасают выживших десантников из группы "К-12". Неожиданно для всех, генерал Карл Дженкинс забирает себе корабль «Джон Уорден» и пропадает в туманности, тем самым обрывая эвакуацию отряду. По запасному плану, десантники спасаются на корабле «Алессия». После недолгой передышки на связь с отрядом выходит генерал Джонни Рико, сообщая что «Джон Уорден» долгое время не выходит на связь и «Алессия» ближе всех находится с местом последнего контакта. По окончании инструктажа генерал Рико приказывает найти корабль и высадится на него. Один из бойцов "К-12" по прозвищу "Похрен" говорит, что они в деле, если командовать будет "Герой" - майор Генри Варро, командир группы "К-12" и глава гарнизона Форта Кейси, заключенный Дженкинсом под трибунал за неподчинение.
Генерал даёт разрешение на участие в операции майору Генри Варро, но с условием, что даже если операция пройдет успешно, на решение суда это не повлияет. Десантники вооружаются и готовятся к высадке. "Алессия" стыкуется с "Джоном Уорденом", солдаты прочесывают некоторые коридоры и начинают активацию подачи энергии. Повсюду они находят множество тел членов экипажа, а также обнаруживают выжившего Карла Дженкинса, который заперся в камере для подопытных жуков. «Герой» требует чтобы он открыл дверь, но Дженкинс не соглашается и говорит не включать свет. В этот момент рядовой Чоу активирует подачу энергии, двери на корабле открываются, и на отряд нападают жуки. Неся потери, десантники отступают к шлюзу, но "Джон Уорден" внезапно открывает огонь по "Алессии" и уничтожает его. Выжившие отступают к капитанской рубке.
В рубке Варро рассказывает, что Дженкинс приказал его группе на «Форте Кейси» захватить матку арахнидов. Не желая просто так губить своих солдат, Варро отказывается и его арестовывают. Теперь корабль "Джон Уорден" находится под управлением матки. Она отправляет корабль в «Моризонскую Червоточину», которая ведет прямо к Земле. Пока капитан Ибаньез пытается вызвать орбитальную базу «Л-6», снайпер "Тригг" лезет в вентиляционную шахту, в надежде добраться до моторного отсека и убить матку. Команде не удается остановить корабль, и он входит в «Моризонскую Червотчину», появляясь прямо у орбиты Земли. По данным базы «Л-6», корабль «Джон Уорден» идет прямо на неё, создавая угрозу тарана, генерал Рико приказывает перехватить «Джона Уордена». Перехват не удаётся, так как «Джон Уорден» повреждает все корабли-перехватчики. Тогда Рико приказывает вести огонь прямо с базы, но уже слишком поздно, корабль пролетает мимо и движется в сторону Земли. Становится понятно, что цель матки — приземлиться на Землю. «Джон Уорден» начинает входить в атмосферу Земли и приземляется где-то в горах, едва не упав на Париж.
Рико связывается с начальником обороны Земли. Тот даёт согласие на спасение экипажа и уничтожения корабля, но дает на это 30 минут - потом с базы "Л-6" будут выпущены ракеты. Рико готовится к выброске (именно тогда и происходит монолог из начала фильма) и десантируется вместе с отрядом. Так как все выходы из корабля заблокированы, десантники решают уничтожить матку и идут в моторный отсек. В ходе множества перестрелок гибнет почти весь отряд.  «Герой», оставшись один, пытается добраться до матки, однако огромное количество жуков не оставляют ему шансов, внезапно на помощь к нему приходит Дженкинс с некоторым количеством жуков, которых держит под контролем. Он объясняет, что это и было целью его исследований, матка через тело лейтенанта Доггерти призывает Героя отдать ей Дженкинса, тогда даст ему уйти. Герой отвечает отказом и приказывает Дженкинсу бежать, чтобы завершить исследования. Жуки, охраняющие матку, убивают всех подконтрольных Дженкинсу жуков, Герой остается прикрыть его отступление.
К "Джону Уордену" прилетает спасательный корабль, но его сбивают, так же "Джон Уорден", управляемый маткой, сбивает и ракеты, выпущенные спустя 30 минут после высадки отряда Рико. Дженкинс вспоминает, что на корабле остался ещё один челнок, выжившие десантники, капитан Ибанез, и он сам направляются к нему. Рико же прорывается в моторный отсек, чтобы остановить матку. Так же выясняется, что Герой приказал подрывнику "Меху" заложить взрывчатку в главный двигатель. По пути в моторный отсек у Рико постепенно ломается костюм, но ему удается уничтожить множество жуков. В моторном отсеке он видит сильно раненого «Героя», который взрывает себя и жуков гранатой. Рико нападает на матку и в ходе боя втыкает ей нож в глаз, тем самым дав возможность капитану Ибанез получить управление челноком. Рико удается добежать до челнока, после чего выжившие улетают. "Джон Уорден" взрывается, уничтожая и матку, и выбравшихся из корабля жуков. В конце Дженкинс говорит, что его исследования станут залогом победы Федерации над арахнидами и называет Джонни героем. Рико отвечает, что он видел настоящего героя, имея в виду Генри Варро. Уцелевшие дожидаются спасательного транспорта.
После титров показана сцена, в которой единственный выживший после взрыва арахнид пробирается по подземным коммуникациям, что явно намекает на продолжение истории.

## Роли озвучивали
- Люси Кристиан[англ.] ー капитан Кармен Ибанез
- Джастин Доран ー министр Карл Дженкинс
- Дэвид Матранга[англ.] ー генерал Джонни Рико
- Дэвид Уолд[англ.] ー майор Генри Варро
- Эндрю Лав ー лейтенант Отис Хакс
- Леральдо Анзальдуа[англ.] ー сержант Похрен
- Сэм Роман ー Тони Догерти
- Эмили Невес[англ.] ー Тия Дюрер
- Мелисса Дэвис[англ.]
- Калоб Мартинес
- Крис Паттон[англ.] ー рядовой Харон
- Адам Гиббс
- Кори Хартзог ー Кори Хартзог
- Джош Грелл
- Карл Глусман ー боец роты «К-12»
- Шелли Карлин-Блэк[англ.] ー Алесия
- Ноэл Буркин
- Энди МакАвин[англ.]
- Майкл Кини
- Michael Keeney
- Крис Карр

## Игра
Для мобильных платформ вышла Starship Troopers: Invasion — Mobile Infantry.

## Примечание
1. ↑  Official Website Information. Дата обращения: 22 мая 2012. Архивировано из оригинала 22 декабря 2012 года.